# Пам'ятник Райнісу

Пам'ятник Райнісу

Пам'ятник Райнісу (латис. Raiņa piemineklis) — скульптурний монумент з червоного граніту, встановлений на честь 100-річного ювілею від дня народження латиського поета, драматурга, перекладача, політика та громадського діяча Яніса Плієкшанса (Райніса).

## Історія
Виконаний за ескізами та макетом 1957 року скульптора Карліса Земдеги його учнями Айваром Гулбісом та Лаймонісом Блумбергом, архітектурне рішення проєкту належить Дзінтару Дрібе. Урочисте відкриття пам'ятника відбулося 11 вересня 1965 року.
У 2007 році було проведено реставраційні роботи.
Розташований на Еспланаді, п'ятиметрова пам'ятка є домінантою, яка організує візуальний центр паркового простору. Біля пам'ятника відбуваються щорічні Дні поезії. Під час проведення Свят пісні та танцю прилегла площа стає імпровізованою сценою для виступу хорів та танцювальних колективів, які виступають у присутності численних глядачів .